# Cá trao tráo
Cá trao tráo (Danh pháp khoa học: Amblyrhynchichthys truncatus) là một loài cá nước ngọt trong họ Cá chép bản địa của vùng Đông Nam Á. Chúng phấn bố ở Mekong và lưu vực sông Chao Phraya, vùng bán đảo Malaysia, Sumatra, Tây và Nam Borneo. Ở Việt Nam, chúng được tìm thấy ở Đồng bằng sông Cửu Long.

## Mô tả
Chiều dài tối đa được ghi nhận lên đến 40 cm. Chiều dài thường thấy khoảng 30 cm. Đầu nhỏ, dẹp bên. Mõm tù, ngắn, không có nốt sừng. Miệng cận dưới, rạch miệng ngắn. Thân thon dài, hẹp bên. Vây đuôi chẻ hai, rãnh chẻ tương đương phân nữa chiều dài vây đuôi.
Mặt lưng của thân và đầu màu xanh rêu, ánh vàng và nhạt dần xuống bụng, bụng cá màu trắng bạc. Ngọn vây lưng, vây đuôi đen mờ. Vây hậu môn, vây bụng, vây ngực có màu trắng trong. Có răng cưa phía sau tia vây lưng cuối cùng, mí mắt mỡ. Thịt cá trao tráo lưới cước trắng và dai, thơm ngon.

## Tập tính
Chúng sống và được tìm thấy chủ yếu trên sông và các vùng ngập lũ. Cá con xuất hiện vào tháng 10 ở hạ lưu sông Mekong. Loài cá này ăn tảo và các giáp xác nhỏ sống bám ở nền đáy thủy vực hoặc các thức ăn có kích thước nhỏ hơn như phiêu sinh động thực vật và tảo đáy.